# Henri de Montfaucon de Villars
Henri de Montfaucon de Villars (auch: Abbé de Villars; * 1635; † 1673) war ein französischer Schriftsteller.

## Leben
Henri de Montfaucon, fiktiver Abt von Villars, Vorfahre des Benediktiners Bernard de Montfaucon, wurde im 17. Jahrhundert im Bistum Alet geboren. Er trat bei den Doktrinariern ein und studierte an der Universität Toulouse. Durch eine Familienfehde wurde er dort zum Mörder, floh nach Paris und wurde Ende 1673 selbst ermordet.
In Paris veröffentlichte Villars 1670 den Roman Le Comte de Gabalis, ein satirisches Werk über zeitgenössische Geheimlehren (unter Aufgreifen der Elementargeisterlehre des Paracelsus). Das Buch existiert bis in die Gegenwart in zahlreichen Ausgaben und wurde 1782 auch ins Deutsche übersetzt. Postum erschien 1708 noch eine Fortsetzung unter dem Titel La Suite du „Comte de Gabalis“, ou Nouveaux entretiens sur les sciences secrètes touchant la nouvelle philosophie. Anatole France entnahm dem Roman Motive für sein Werk Die Bratküche zur Königin Pedauque und verkörperte Villars in seiner Hauptfigur Jérôme Coignard.
1671 veröffentlichte Villars eine harsche Kritik der Bérénice von Jean Racine, auf die Racine im Vorwort ebenso verächtlich antwortete. Im selben Jahr erschienen sein Roman L’amour sans foiblesse und der Essay De la Délicatesse, worin er Dominique Bouhours gegen die Kritik von Jean Barbier d’Aucour verteidigte. Sein zweiter Roman, Le Géomyler, ist nur in einer Ausgabe von 1729 erhalten.

## Le Comte de Gabalis(Ausgaben seit 1921)
- Le Comte de Gabalis ou Entretiens sur les sciences secrètes, précédé de Magie et dilettantisme, le roman de Montfaucon de Villars et l’Histoire de „la Rôtisserie de la reine Pédauque“ par René-Louis Doyon, et l’Esotérisme de Gabalis, par Paul Marteau. La Connaissance, Paris 1921. Faksimile: Maison d’édition Maxtor, Rungis 2018.
- Le comte de Gabalis ou Entretiens sur les sciences secrètes. Hrsg. Pierre Mariel. Éditions du Vieux colombier, Paris 1961.
- Le comte de Gabalis ou Entretien sur les sciences secrètes. La critique de Bérénice. Hrsg. Roger Laufer. A. G. Nizet, Paris 1963.
- Le Comte de Gabalis ou Entretiens sur les sciences secrètes. P. Belfond, Paris 1966. (Vorwort von Hubert Juin)
- Le comte de Gabalis ou Entretien sur les sciences secrètes. Éd. maçonniques, Montélimar 2006.
- Le comte de Gabalis ou Entretien sur les sciences secrètes. Des recherches littéraires de Patrick Pierrot, mise en page corrigée et améliorée par Joseph Castelli. Castelli, Montélimar 2007.
- Le comte de Gabalis ou Entretiens sur les sciences secrètes. Avec l’adaptation du „Liber de nymphis“ de Paracelse par Blaise de Vigenère, 1583. Hrsg. Didier Kahn. H. Champion, Paris 2010, 2022. (maßgebliche Ausgabe)
- Le comte de Gabalis ou Entretiens sur les sciences secrètes. Hrsg. Didier Kahn. Les Belles lettres, Paris 2018.
  - (deutsch) Graf von Gabalis oder Gespräche über die verborgenen Wissenschaften. Maurer, Berlin 1782 (übersetzt von Friedrich Ludwig Wilhelm Meyer)
  - (deutsch) Der Graf von Gabalis oder Gespräche über die verborgenen Wissenschaften. Heliakon, München 2013.
  - (deutsch) Der Graf von Gabalis. Gespräche über die verborgenen Wissenschaften. Ein Rosenkreuzer-Roman. Hrsg. Robert B. Osten. Aurinia, Hamburg 2014. (Vorwort von Wouter J. Hanegraff)